# High Point (Floryda)
High Point – jednostka osadnicza w Stanach Zjednoczonych, w stanie Floryda, w hrabstwie Hernando.